# Wir sind die Freeses
Wir sind die Freeses war eine von 2014 bis 2022 in 1685 Folgen gesendete Radio-Comedy-Serie des Norddeutschen Rundfunks von Andreas Altenburg, die sich um das Leben der fiktiven Familie Freese dreht. Die Radio-Satire wurde im NDR-2-Morgen ausgestrahlt.

## Figuren der Serie

### Hauptfiguren
- Oma Rosemarie (Rosi) Freese (* 8. Juni 1951),[1] ist wohlhabend und besitzt ein Taxi-Unternehmen, das sie sich „zusammengeerbt“ hat[2]
- Bianca Daniela Freese (* 20. März 1976),[3] Rosis romantisch-naive alleinerziehende Tochter mit Sinn für Spiritualität leitet halbtags den Mietwagen-Counter in einem Autohaus und neigt dazu, extrem überfürsorglich zu sein (Helikopter-Mutter);[4] verbrachte zusammen mit Heiko Postel nach der Party zur 1500. Folge eine Nacht[5] und wurde schwanger.[6] In der Finalfolge brachte sie das gemeinsame Kind zur Welt.
- Sven (Svenni) Mbeki Freese (gesprochen Zwenni; * 11. November 2003), kam 2014 aufs Gymnasium, begann im Sommer 2020 eine Ausbildung zum Zerspanungsmechaniker,[7] die er nach zwei Monaten abbrach,[8] machte 2022 das Abitur mit einem Notendurchschnitt von 1,4,[9] verblüfft immer wieder mit seinen exklusiven Beobachtungen in Naturwissenschaften, Politik und Technik;[10] sein Vater wird von der Familie verschwiegen, Bianca verbreitet, er leite ein Orang-Utan-Projekt auf Borneo,[11][12][13] kurz vor Ende der Comedyserie outet sich jedoch Andreas Altenburg als Svennis Vater[14]
- Heiko Maria „Snäcki“ Postel[15] (* 6. Juli 1976),[16] wohnte als Mieter von Oma Rosi in der oberen Einliegerwohnung, er war ständig bei den Freeses zu Besuch, er ist Unternehmer für Containerverplombung, weiß alles und kennt alles[17] Machte Bianca in der Finalfolge einen Heiratsantrag und zog danach zu ihr und dem gemeinsamen Sohn, wie im letzten CD-Hörspiel herauskam.

### Nebenfiguren
- Bernhard Dicken (* Februar 1977),[18] war von 2016[19] bis 2020[20] mit Bianca verlobt, Esoteriker, Trageberater, Besitzer eines Foodtrucks, mit dem er auf Süßkartoffeln spezialisiert ist, lebt in Frechen, Spitznamen „Berni“, „Bernibär“ und „Mein Mäusepolizist“[21]
- Marilu, von 2018[22] bis Ende 2021[23] Svennis Freundin, Weltverbesserin, hatte in der Beziehung die Hosen an[24]
- Simon, Svennis bester Freund, kennen sich aus dem Bus[25]
- Yvette (* 1. März 1994),[26] seit 2016 On-off-Freundin von Heiko, aufstrebendes Model, kommt aus Görlitz[26]
- Hassan (* 1955),[27] Taxifahrer bei „Taxi Freese“, enges Verhältnis zu Rosi, kam mit 20 Jahren aus der Türkei nach Deutschland[28]
- Uwe, Familienhund der Freeses, im Urlaub 2018 zugelaufen, Bullpinscher-Mix[29]
- Der Nager, Haustier der Freeses, Mischung aus Farbratte und Biber, Fressverhalten eines Zwergkaninchens, ein Fahrgast hat ihn im Taxi „vergessen“[30]

## Inhalt
Die Freeses leben in einem Mehrgenerationenhaushalt zusammen mit Heiko Postel, dem – oft als Untermieter bezeichneten – Mieter der zum Haus gehörenden Einliegerwohnung. Das Leben der Familie Freese wurde im Stil von Big Brother von Mikrofonen fiktiv aufgezeichnet und als „Zusammenschnitt“ werktags um 07:17 Uhr ausgestrahlt. Die fünf Pre-Folgen handelten deshalb von den vorbereitenden Arbeiten, z. B. der Installation der Mikrofone im Haus der Freeses. In diesen Folgen spielte Andreas Altenburg als NDR-Mitarbeiter sich selbst, auch seine Kollegen kamen zu Wort.
Die Folgen begannen in der Regel mit den Worten „Leg doch mal das Handy weg“, immer von einer anderen Person ausgesprochen, bezogen auf jemanden, der sich gerade mit seinem Handy beschäftigt. Danach sprachen die Charaktere zusammen über Strategien der Alltagsbewältigung, tagesaktuelles Geschehen und philosophische Extrempositionen. Zum Schluss wurde typisch norddeutsch die Frage gestellt „Können wir nicht einmal wie eine normale Familie sein?“
Im Unterschied zur Vorgänger-Serie Frühstück bei Stefanie stellte die Comedy die Freeses nicht ausschließlich im häuslichen Rahmen dar, auch wenn sie unterwegs waren, wurden sie von den Rundfunk-Mikrofonen begleitet.

## Ausstrahlung
Nachdem am 1. August 2014 die Wiederholungen der Best-of-Folgen von Frühstück bei Stefanie zu Ende gingen, sendete NDR 2 nach der Sommerpause vom 8. September bis zum 12. September 2014 fünf Pre-Folgen der neuen Comedy-Serie Wir sind die Freeses.
Die regulären Folgen wurden seit dem 15. September 2014 im Frühprogramm von NDR 2 montags bis freitags um 07:17 Uhr ausgestrahlt. Wiederholungen liefen vormittags zu unterschiedlichen Zeiten sowie um 16:45 Uhr. Der NDR bietet die Sendungen auch als Podcast an.
Die für den 6. März 2015 vorgesehene und bereits morgens um 05:45 Uhr (für die Frühaufsteher) ausgestrahlte Folge Eurocopter wurde nach Bekanntwerden des Arbeitsunfalls mit dem Rettungshubschrauber Christoph 51 am 5. März 2015 in Stuttgart bei der Ausstrahlung um 07:17 Uhr durch die Folge Sherlock Holmes ersetzt. Eurocopter wurde dann am 9. März um 07:17 Uhr gesendet.
Am 29. April 2017 sendete NDR 2 drei Stunden lang mit den Stimmen von Oma Rosi, Bianca, Svenni und Snäcki – live gesprochen von Andreas Altenburg – aus einer echten Kneipe in Hamburg-Harvestehude. Alle 55 Eintrittskarten für die Veranstaltung Melodien, Menschen, Mischgetränke – NDR 2 live aus der Eule aus Rosis legendärer Eck-Kneipe wurden verlost.
Vor der Bundestagswahl 2021 wurde 14 Tage lang montags bis freitags um 08:45 Uhr Oma Rosi erklärt die Bundestagswahl ausgestrahlt. Darin erläuterte Rosi alle wichtigen Begriffe rund um die Wahl.
Die Serie endete am 3. Juni 2022 mit einer dreiteiligen XXL-Folge, was der NDR am 16. Mai 2022 bekanntgab. Die Entscheidung über das Serienende traf Autor und Sprecher Andreas Altenburg, Svenni sei jetzt 18 und die Radio-Comedy damit an ihrem Höhepunkt angekommen. Vom 4. Juli 2022 bis zum 28. Juli 2023 wurden zur üblichen Sendezeit um 07:17 Uhr Best-of-Folgen aus den vergangenen acht Jahren gesendet.
Am 2. Juni 2022, dem Abend vor der letzten Folge, wurde eine Stunde lang live NDR 2 – Die Akte Freese gesendet, worin Andreas Altenburg von Albrecht Breitschuh kritisch zur bisher verschwiegenen Vaterschaft und seiner geheimgehaltenen persönlichen Beziehung zur Familie Freese befragt wurde. Es kamen die Macher von Wir sind die Freeses, die Familie Freese sowie Radiohörer zu Wort.

## Sendepausen
Anlässlich des schweren Flugzeugunglücks in Südfrankreich wurde am 25. März 2015 keine Sendung ausgestrahlt. Ebenso wurde am 16. November 2015 nach den Terroranschlägen in Paris keine Folge gesendet. Eine Folge im Sommer-Extra Die Freese-Chroniken fiel am 15. Juli 2016 wegen des Terroranschlags in Nizza aus. Auch nach dem Terroranschlag in Berlin wurde am 20. Dezember 2016 keine Folge ausgestrahlt. Wegen einer Grippeerkrankung von Andreas Altenburg wurden ab dem 21. März 2018 schon einmal gesendete Folgen wiederholt, ebenso am 1. November 2019. Da Andreas Altenburg als Folge der COVID-19-Pandemie auf Mallorca festsaß, wurden vom 19. bis 24. März 2020 Best-of-Folgen wiederholt.
In den Sommermonaten ging die Sendung jeweils für fünf bzw. sechs Wochen in eine Sommerpause. 2015 flogen die Freeses in den Sommerurlaub nach Cala Rajada auf Mallorca, in der ersten Urlaubswoche wurden sie noch live von den NDR-Mikrofonen begleitet. 2016 machte Bianca zusammen mit ihrem Liebhaber Bernhard eine Mittelmeer-Kreuzfahrt auf der Costa Magica und Oma Rosi reiste mit Svenni auf die Insel Borkum. Als Überbrückung wurden vier Wochen lang Die Freese-Chroniken – Fakten aus der Familienforschung gesendet. 2017 fuhr Svenni ins Ferienlager, 2018 machten die Freeses zusammen mit Heiko Wohnmobil-Urlaub an der Müritz, 2019 und 2021 verbrachten sie wieder in Cala Rajada, 2020 war Svenni zusammen mit Marilu auf einem Campingplatz an der Ostsee. Die Sommerpausen wurde mit den von Hörern ausgewählten Wunschfolgen Best of Freeses überbrückt.

## Crossover
Wir sind die Freeses teilt sich mit der 2013 zu Ende gegangenen Radio-Comedy Frühstück bei Stefanie ein gemeinsames Serienuniversum. In drei Folgen und einem Hörspiel gab es Crossover zwischen beiden Serien.
Während Oma Rosi einen Hermes-Kurierfahrer telefonisch zu sich nach Hause lotste, verwies sie bei der Streckenbeschreibung auf ein Bistro, in dem immer ein Hund auf dem Tresen sitze. Darauf hatte der Fahrer geantwortet, dort stehe ein Opa. Diese Anspielungen auf Rocky und Franz Gehrke aus Frühstück bei Stefanie legen nahe, dass sich das Haus der Freeses in der Nähe von Steffis Frühstücksbistro befindet. Auch im Bonus-Hörspiel La Famiglia tritt Franz Gehrke, Stammgast im Eule-Vorläufer Uhu, als Patient von Dr. Jochen Hase und Rosis Taxi-Fahrgast auf.
Weihnachten 2017 warteten in der Schlange vor der Paketausgabe hinter Familie Freese auch Steffi, Georg, Udo und Franz aus Frühstück bei Stefanie. Als nach Ausfall der einzigen Postmitarbeiterin die Gefahr bestand, vor Heiligabend könnten keine Pakete mehr ausgegeben werden, übernahm der pensionierte Postbeamte Georg Ahlers die Ausgabe.
Beim Festakt zur Jubiläumsfolge waren Stefanie und Udo mit dem Catering beauftragt. Auf Heikos Frage, ob denn noch Brötchen da seien, antwortete Stefanie: „Nee, muss ich erst schmieren. Milch und Zucker …“.
Auf der letzten Bonus-CD kommentieren Udo Martens und Franz Gehrke die Live-Übertragung von der Taufhochzeit.

## Autor und Sprecher
Die Sendung stammt von dem NDR-2-Redakteur Andreas Altenburg (Wer piept denn da?, Detzer & Nelling, Frühstück bei Stefanie). Rosi Freese, Sven Freese, Bianca Freese und Heiko Postel wurden von Andreas Altenburg selbst gesprochen.
Die anderen Stimmen stammen von NDR-Mitarbeitern, so Thomas Hanik (Taxifahrer Hassan), Stefanie Szyszka (Svennis Schulfreund Simon), Jessica Müller (Simons Mutter), Silvia Karbautzki (Svennis Lehrerin Frau Pahlke und Svennis Freundin Tabea), Maren Sieber (Sandrine), André Schünke (Biancas Liebhaber Bernhard), André Chu (Carola), Alexandra Wolfslast (Yvette), Christina Haacke (Marilu), Manuel Steinke (Jeremy Fischer), Meike Nett (Frau, die immer motzt), Michael Woddow, Olli Kleist, Katrin Schlass, Jochen Moseberg (Svennis Klassenlehrer Dr. Schorf), Henrik Hanses (Svennis Ex-Ausbilder Mario) und Torben Pöhls (Syrer Whaleed).
Als Gastsprecher wirkten mit Till Demtrøder, der Oma Rosi bei den Karl-May-Spielen in Bad Segeberg als Old-Shatterhand-Darsteller begegnet, Johannes Wimmer, mit dem Rosi nach dem Schützenfest die Nacht verbringt, sowie ein Hörer, der von Rosi und Bianca als möglicher Mitfahrer für ein Bahn-Gruppenticket angesprochen wird. In den Weihnachtsfolgen 2018 sprachen Bettina Tietjen und Jan Fedder. Tietjen war Heidi Sievers, einstmals Rosis Konkurrentin am Waffelstand im Tennisclub, und nun erschienen zur Weihnachtsfeier in der „Eule“, wo beider Streit mit Rosis Bewusstlosigkeit endet. Fedder sprach die „innere Stimme“ von Oma Rosi. Axel Milberg, von dem Heiko seit Jahren sagt, mit ihm bestens bekannt zu sein, beschwerte sich telefonisch über diese Behauptung. Holger Ponik und Ilka Petersen hatten einen Gastauftritt anlässlich ihres Abschieds von Ponik & Petersen – Der NDR 2 Morgen. Außerdem hatten in den Bonus-Hörspielen Christian Brückner die Sprecherrolle sowie Peter Maffay, Alec und Sascha von The BossHoss, Bettina Tietjen, Linda Zervakis, Peter Urban und Fiete Arp sowie Harald Wehmeier, Devid Striesow, Anja Kling, Charly Hübner, Michael Stich und Elke Wiswedel Gastauftritte. Im Bonus-Musical sangen Annett Louisan und Johannes Oerding.

## Musik und Gesang
Die Titelmelodie wurde von der NDR Bigband eingespielt. Bis Folge 211 stammte der Gesang von der Soulsängerin Nathalie Dorra. Mit dem Ende der Sommerpause 2015 wurde der Vorspann verändert.

## Besonderes
Die Zuhörer konnten über eine Mobilfunknummer Nachrichten direkt auf Svenni Freeses Handy schicken. Bis zur Sommerpause 2015 wurde mit Svennis Worten „Kuck ma auf mein Handy!“ am Ende der Sendung eine der besten SMS-, MMS- oder WhatsApp-Nachrichten erwähnt. Außerdem wurden Videobeitrag und Absender auf der NDR-2-Website veröffentlicht.
Seit Ende der Sommerpause 2015 gab es als Zeichentrick-Spin-off Oma Rosis Video-Blog Freese 1 an alle. Die Folgen erschienen seit dem 4. September 2015 immer freitags auf der Facebook-Seite der Serie, Zeichner war Michael Marklowsky. Die vom NDR zusammen mit dem Studio HD Entertainment in Hannover produzierten Folgen wurden auch im NDR Fernsehen seit dem 29. Januar 2016 freitags um ca. 13.28 Uhr gesendet. Zudem wurde Freese 1 an alle immer sonnabends um 07:17 Uhr im Frühprogramm von NDR 2 ausgestrahlt. Auch diese Sendungen bietet der NDR als Podcast an.

## Veröffentlichungen
- 2016: Dreifach-CD Wir sind die Freeses (Best-of plus Bonus-Hörspiel „Die drei Freeses und der freche Affe“ mit Christian Brückner)
- 2017: Dreifach-CD Wir sind die Freeses – Leg doch ma das Handy wech (Best-of plus Bonus-Hörspiel „Die drei Freeses und das geheime Band“ mit Peter Maffay)
- 2018: Dreifach-CD Wir sind die Freeses – Selfie First! (Best-of plus Bonus-Hörspiel „Die drei Freeses und die magischen Tasten“)
- 2019: Dreifach-CD Wir sind die Freeses – Showtime! (Best-of plus Freese-Musical „Bumm Bumm Land“ mit Annett Louisan und Johannes Oerding)
- 2020: Dreifach-CD Wir sind die Freeses – La Famiglia (Best-of plus XXL-Mafia-Hörspiel über Hass, Verrat und Taxi-Familienkriege)
- 2021: Dreifach-CD Wir sind die Freeses – Dabei sein und alles (Best-of plus Bonus-Hörspiel „The rising of Bumm-Bumm-Freese“)
- 2022: Dreifach-CD Wir sind die Freeses – Können wir nicht einmal wie ’ne normale Familie sein? (Best-of plus Bonus-Hörspiel „Die Traumtaufhochzeit“ sowie „Die Akte Freese“)